# Станіславув (гміна Вольбуж)
Станіславув (пол. Stanisławów) — село в Польщі, у гміні Вольбуж Пйотрковського повіту Лодзинського воєводства.
Населення — 92 особи (2011).
У 1975-1998 роках село належало до Пйотрковського воєводства.

## Демографія
Демографічна структура станом на 31 березня 2011 року:
|          | Загалом | Допрацездатний вік | Працездатний вік | Постпрацездатний вік |
| -------- | ------- | ------------------ | ---------------- | -------------------- |
| Чоловіки | 45      | 5                  | 30               | 10                   |
| Жінки    | 47      | 5                  | 27               | 15                   |
| Разом    | 92      | 10                 | 57               | 25                   |